# ボン郡
ボン郡（ボンぐん、英語: Bong County）は、リベリアにある15郡（County）の内の1つで、リベリア中部の内陸に位置する。面積は8,769km2で人口は467,561人（2022年国勢調査）、中心地はバルンガ。
1964年7月26日、中部州解体に伴い設置された。

## 隣接行政区画
- ロファ郡
- バルポル郡
- ボミ郡
- モンセラード郡
- マージビ郡
- グランドバッサ郡
- ニンバ郡
- ンゼレコレ州

## 下位行政区画
ボン郡は、8の地区（District）にさらに分かれている。
- Fuamah District
- Jorquelleh District
- ココヤハ地区（Kokoyah District）
- パンタキャップ地区（Panta-Kpa District）
- サララ地区（Salala District）
- サナヤ地区（Sanayea District）
- スアココ地区（Suakoko District）
- ゾタ地区（Zota District）